# مندور-سوکون
مندور-سوکون (به لاتین: Mendur-Sokkon) یک منطقهٔ مسکونی در روسیه است که در جمهوری آلتای واقع شده‌است.